# Nina Persson
Nina Persson (født 6. september 1974 i Örebro, Sverige) er forsanger i den svenske popgruppe The Cardigans. Hun har også optrådt solo, og udgivet et album som A Camp.
Persson er gift med den amerikanske komponist og musiker Nathan Larson. Hun synger nogle af teksterne til hans sange på soundtrackene til Todd Solondz' film Palindromes og den australske film Little Fish.
Persson havde sin debut som skuespiller i filmen Om Gud Vill fra 2006.